# Rivèrenert
Rivèrenert est une commune française située dans l'ouest du département de l'Ariège, en région Occitanie. Sur le plan historique et culturel, la commune fait partie du Couserans, pays aux racines gasconnes structuré par le cours du Salat.
Exposée à un climat de montagne, elle est drainée par le Nert, le ruisseau de birosse et par divers autres petits cours d'eau. Incluse dans le parc naturel régional des Pyrénées ariégeoises, la commune possède un patrimoine naturel remarquable composé de trois zones naturelles d'intérêt écologique, faunistique et floristique.
Rivèrenert est une commune rurale qui compte 192 habitants en 2022, après avoir connu un pic de population de 2 063 habitants en 1841. Elle fait partie de l'aire d'attraction de Saint-Girons. Ses habitants sont appelés les Rivèrenertais ou Rivèrenertaises.

## Géographie

### Localisation
1. Carte dynamique
2. Carte Openstreetmap
3. Carte topographique
4. Carte avec les communes environnantes

La commune de Rivèrenert se trouve dans le département de l'Ariège, en région Occitanie.
Incluse dans le massif de l'Arize, Rivèrenert est une commune des Pyrénées située dans l'aire urbaine de Saint-Girons en Couserans. Elle fait partie du parc naturel régional des Pyrénées ariégeoises.
Elle se situe à 31 km à vol d'oiseau de Foix, préfecture du département, à 7 km de Saint-Girons, sous-préfecture, et à 17 km de La Bastide-de-Sérou, bureau centralisateur du canton du Couserans Est dont dépend la commune depuis 2015 pour les élections départementales.
La commune fait en outre partie du bassin de vie de Saint-Girons.
Les communes les plus proches sont : 
Erp (2,9 km), Encourtiech (3,8 km), Lacourt (4,6 km), Soulan (4,9 km), Lescure (4,9 km), Eycheil (5,5 km), Rimont (6,2 km), Soueix-Rogalle (7,2 km).
Sur le plan historique et culturel, Rivèrenert fait partie du Couserans, pays aux racines gasconnes structuré par le cours du Salat (affluent de la Garonne), que rien ne prédisposait à rejoindre les anciennes dépendances du comté de Foix.
Rivèrenert est limitrophe de dix autres communes.

### Communes limitrophes
| Les communes limitrophes sont Biert, Encourtiech, Erp, Esplas-de-Sérou, Lacourt, Lescure, Montjoie-en-Couserans, Rimont, Soulan et Boussenac. Les limites communales de Rivèrenert et celles de ses communes adjacentes. | \| Montjoie-en-Couserans, Encourtiech \| Lescure \| Rimont \| \| Lacourt \| Rivèrenert \| Esplas-de-Sérou \| \| Erp \| Soulan \| Boussenac (par un quadripoint), Biert \| |                                       |
| Montjoie-en-Couserans, Encourtiech | Lescure | Rimont                                |
| Lacourt | Rivèrenert | Esplas-de-Sérou                       |
| Erp | Soulan | Boussenac (par un quadripoint), Biert |

### Géologie et relief
La commune est située dans les Pyrénées, une chaîne montagneuse jeune, érigée durant l'ère tertiaire (il y a 40 millions d'années environ), en même temps que les Alpes. Les terrains affleurants sur le territoire communal sont constitués de roches sédimentaires datant pour certaines du Paléozoïque, une ère géologique qui s'étend de −541 à −252,2 Ma (millions d'années), et pour d'autres du Protérozoïque, le dernier éon du Précambrien sur l’échelle des temps géologiques. La structure détaillée des couches affleurantes est décrite dans la feuille « n°1074 - Saint-Girons » de la carte géologique harmonisée au 1/50 000ème du département de l'Ariège, et sa notice associée.
La superficie cadastrale de la commune publiée par l’Insee, qui sert de références dans toutes les statistiques, est de 28,81 km2,. La superficie géographique, issue de la BD Topo, composante du Référentiel à grande échelle produit par l'IGN, est quant à elle de 28,93 km2. Son relief est particulièrement escarpé puisque la dénivelée maximale atteint 953 mètres. L'altitude du territoire varie entre 462 m et 1 415 m.
La superficie de la commune est de 2 881 hectares ; son altitude varie de 462  à   1 415 mètres.

### Hydrographie

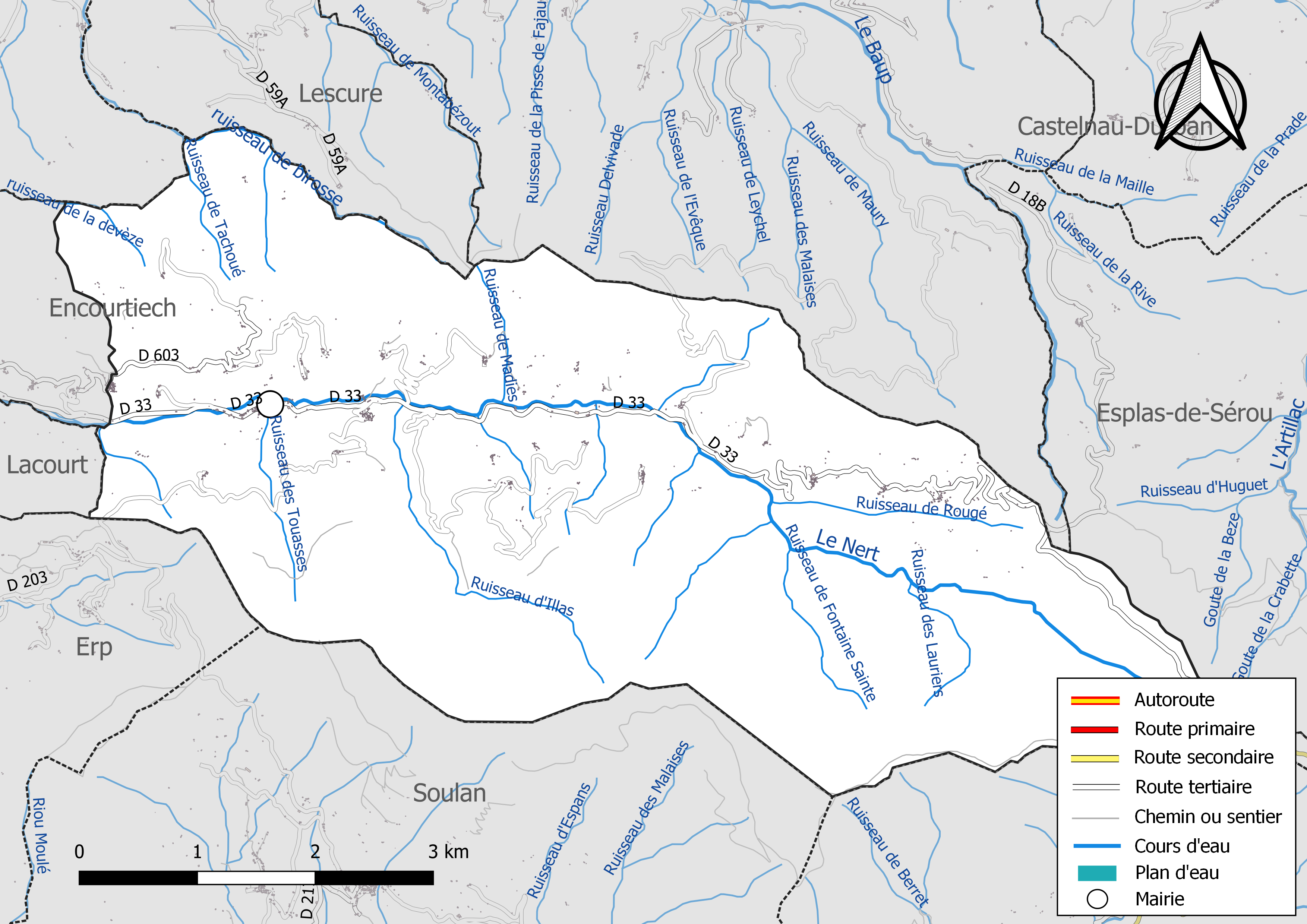
Réseaux hydrographique et routier de Rivèrenert.

La commune est dans le bassin versant de la Garonne, au sein du bassin hydrographique Adour-Garonne. Elle est drainée par le Nert, le ruisseau de Birosse, le ruisseau de Fontaine Sainte, le ruisseau de la Coume d'Engat, le ruisseau de la Devèze, le ruisseau de Madies, le ruisseau de Rougé, le ruisseau des Forgues, le ruisseau des Lauriers, le ruisseau des Touasses, le ruisseau de Tachoué, le ruisseau d'Illas et par divers petits cours d'eau, constituant un réseau hydrographique de 34 km de longueur totale,.
Le Nert, d'une longueur totale de 14 km, prend sa source dans la commune de Rivèrenert et s'écoule d'est en ouest. Il traverse la commune et se jette dans le Salat à Lacourt, après avoir traversé 3 communes.

### Climat
Pour des articles plus généraux, voir Climat de l'Occitanie et Climat de l'Ariège.
En 2010, le climat de la commune est de type climat des marges montargnardes, selon une étude s'appuyant sur une série de données couvrant la période 1971-2000. En 2020, Météo-France publie une typologie des climats de la France métropolitaine dans laquelle la commune est exposée à un climat de montagne et est dans la région climatique Pyrénées centrales, caractérisée par une pluviométrie annuelle de 1 000 à 1 200 mm.
Pour la période 1971-2000, la température annuelle moyenne est de 11,1 °C, avec une amplitude thermique annuelle de 15,1 °C. Le cumul annuel moyen de précipitations est de 1 039 mm, avec 10,4 jours de précipitations en janvier et 7,3 jours en juillet. Pour la période 1991-2020, la température moyenne annuelle observée sur la station météorologique la plus proche, située sur la commune de Lorp-Sentaraille à 11 km à vol d'oiseau, est de 12,5 °C et le cumul annuel moyen de précipitations est de 973,2 mm,. Pour l'avenir, les paramètres climatiques de la commune estimés pour 2050 selon différents scénarios d'émission de gaz à effet de serre sont consultables sur un site dédié publié par Météo-France en novembre 2022.

### Milieux naturels et biodiversité

#### Espaces protégés
La protection réglementaire est le mode d’intervention le plus fort pour préserver des espaces naturels remarquables et leur biodiversité associée,.
La commune fait partie du parc naturel régional des Pyrénées ariégeoises, créé en 2009 et d'une superficie de 245 973 ha, qui s'étend sur 138 communes du département. Ce territoire unit les plus hauts sommets aux frontières de l’Andorre et de l’Espagne (la Pique d'Estats, le mont Valier, etc) et les plus hautes vallées des avants-monts, jusqu’aux plissements du Plantaurel.

#### Zones naturelles d'intérêt écologique, faunistique et floristique
L’inventaire des zones naturelles d'intérêt écologique, faunistique et floristique (ZNIEFF) a pour objectif de réaliser une couverture des zones les plus intéressantes sur le plan écologique, essentiellement dans la perspective d’améliorer la connaissance du patrimoine naturel national et de fournir aux différents décideurs un outil d’aide à la prise en compte de l’environnement dans l’aménagement du territoire.
Deux ZNIEFF de type 1 sont recensées sur la commune :
le « massif de l'Arize, versant nord » (12 354 ha), couvrant 23 communes du département, et 
le « massif de l'Arize, zone d'altitude » (15 897 ha), couvrant 26 communes du département
et une ZNIEFF de type 2, : 
le « massif de l'Arize » (42 110 ha), couvrant 40 communes du département.

Carte des ZNIEFF de type 1 et 2 à Rivèrenert.
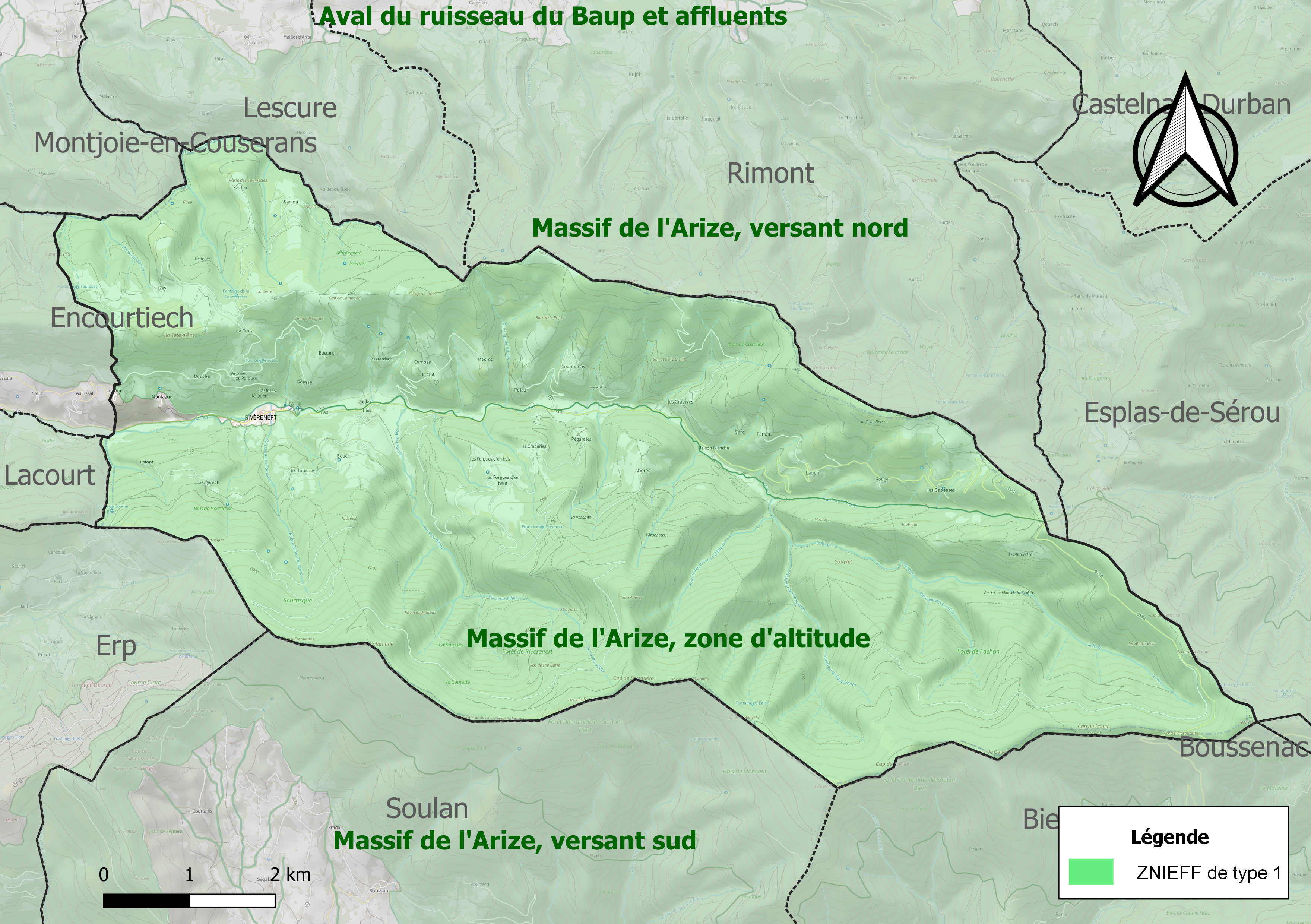
Carte des ZNIEFF de type 1 sur la commune.
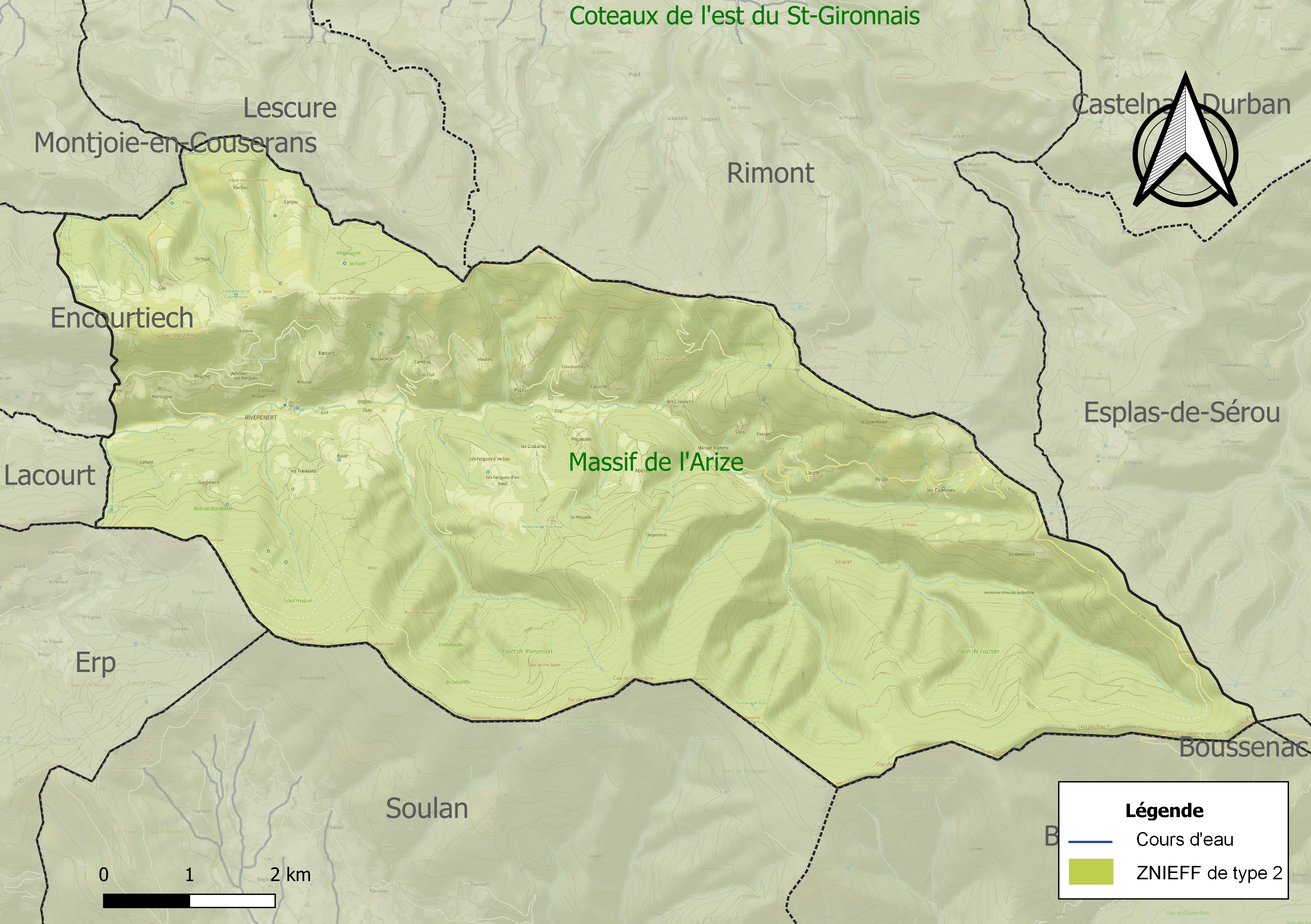
Carte de la ZNIEFF de type 2 sur la commune.

## Urbanisme

### Typologie
Au 1er janvier 2024, Rivèrenert est catégorisée commune rurale à habitat très dispersé, selon la nouvelle grille communale de densité à 7 niveaux définie par l'Insee en 2022.
Elle est située hors unité urbaine. Par ailleurs la commune fait partie de l'aire d'attraction de Saint-Girons, dont elle est une commune de la couronne,. Cette aire, qui regroupe 70 communes, est catégorisée dans les aires de moins de 50 000 habitants,.

### Occupation des sols

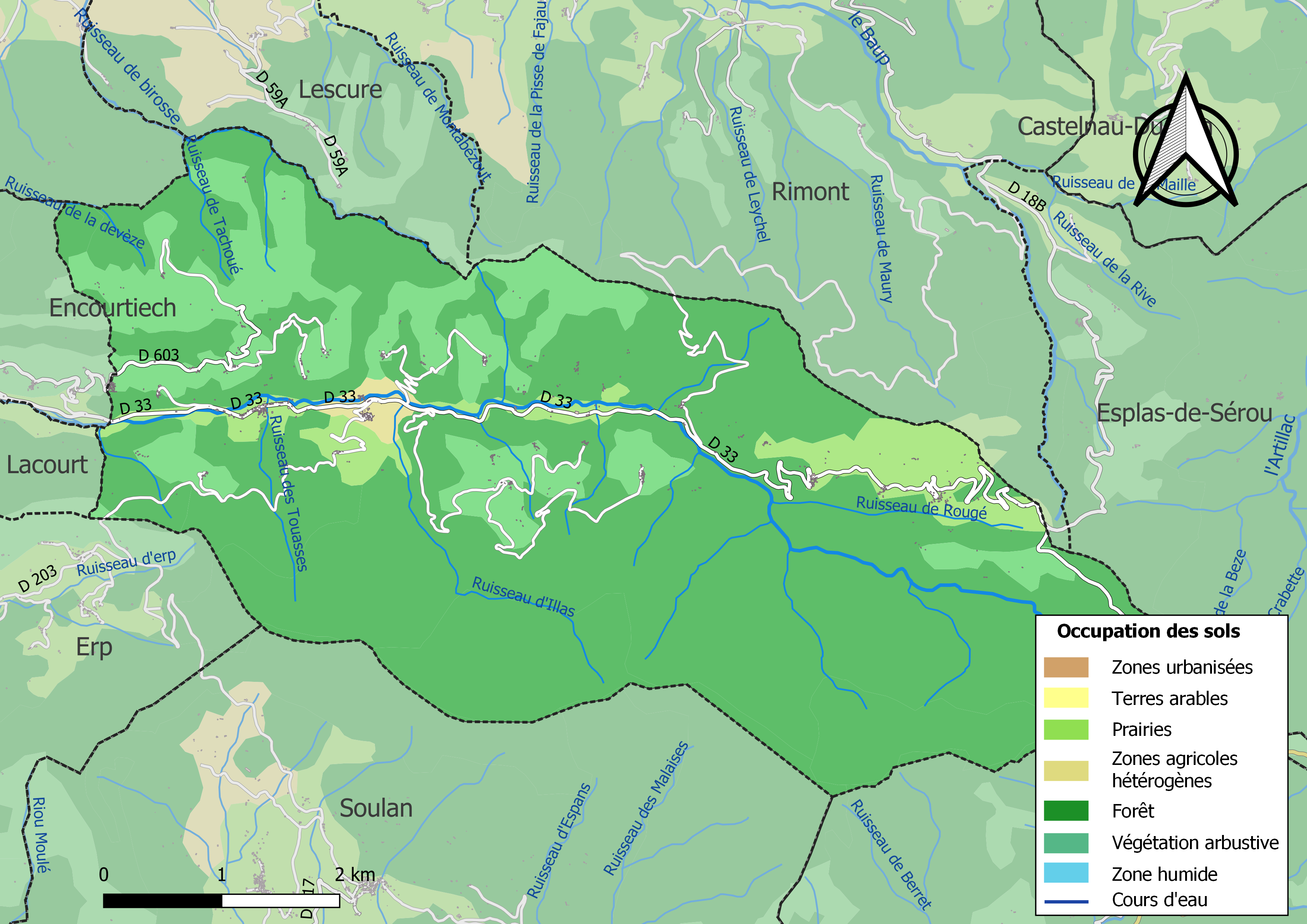
Carte des infrastructures et de l'occupation des sols de la commune en 2018 (CLC).

L'occupation des sols de la commune, telle qu'elle ressort de la base de données européenne d’occupation biophysique des sols Corine Land Cover (CLC), est marquée par l'importance des forêts et milieux semi-naturels (92,7 % en 2018), une proportion identique à celle de 1990 (92,7 %). La répartition détaillée en 2018 est la suivante : 
forêts (76,6 %), milieux à végétation arbustive et/ou herbacée (16,1 %), prairies (6,4 %), zones agricoles hétérogènes (0,9 %). L'évolution de l’occupation des sols de la commune et de ses infrastructures peut être observée sur les différentes représentations cartographiques du territoire : la carte de Cassini (XVIIIe siècle), la carte d'état-major (1820-1866) et les cartes ou photos aériennes de l'IGN pour la période actuelle (1950 à aujourd'hui).

### Hameaux
Abères, Arbosec, Bastard, Bouché, Boué, Casteras, Caujolle, Crabarios, Couroumas, Ferran, Gargarech, Illas, La Bourdette, La Croux, Las Cabesses, Las Coumettos, Las Cravives, Lafont, Las Fourgues d'en Haut, Las Thouasses, Le Batan, Le Four, Le Gay, Le Lauch, Madiès, Montagne, Moulin de la Cravives, Pégaroles, Pujau (Pujoou), Rachac, Rougé, Rousse, Sanjou-Est, Sans, Le Sarradau, Tachoué, Unglas, Village.

### Habitat et logement
En 2018, le nombre total de logements dans la commune était de 257, alors qu'il était de 250 en 2013 et de 236 en 2008.
Parmi ces logements, 33,7 % étaient des résidences principales, 62,1 % des résidences secondaires et 4,3 % des logements vacants. Ces logements étaient pour 94,2 % d'entre eux des maisons individuelles et pour 5,8 % des appartements.
Le tableau ci-dessous présente la typologie des logements à Rivèrenert en 2018 en comparaison avec celle de l'Ariège et de la France entière. Une caractéristique marquante du parc de logements est ainsi une proportion de résidences secondaires et logements occasionnels (62,1 %) supérieure à celle du département (24,6 %) et à celle de la France entière (9,7 %). Concernant le statut d'occupation de ces logements, 70,8 % des habitants de la commune sont propriétaires de leur logement (78,2 % en 2013), contre 66,3 % pour l'Ariège et 57,5 % pour la France entière.
| Typologie                                               | Rivèrenert | Ariège | France entière |
| ------------------------------------------------------- | ---------- | ------ | -------------- |
| Résidences principales (en %)                           | 33,7       | 65,7   | 82,1           |
| Résidences secondaires et logements occasionnels (en %) | 62,1       | 24,6   | 9,7            |
| Logements vacants (en %)                                | 4,3        | 9,7    | 8,2            |

### Voies de communication et transports
L'itinéraire le plus usité pour rejoindre la commune est au départ de la vallée du Salat par la D 33. Après avoir traversé le village, on s'élève vers le col de la Crouzette (1 244 m) et la route des cimes avec plusieurs destinations possibles vers Rimont, la Barguillière et Foix, Biert ou Boussenac...

### Risques majeurs
Le territoire de la commune de Rivèrenert est vulnérable à différents aléas naturels : inondations, climatiques (grand froid ou canicule), feux de forêts, mouvements de terrains, avalanche  et séisme (sismicité modérée). Il est également exposé à un risque particulier, le risque radon,.

#### Risques naturels

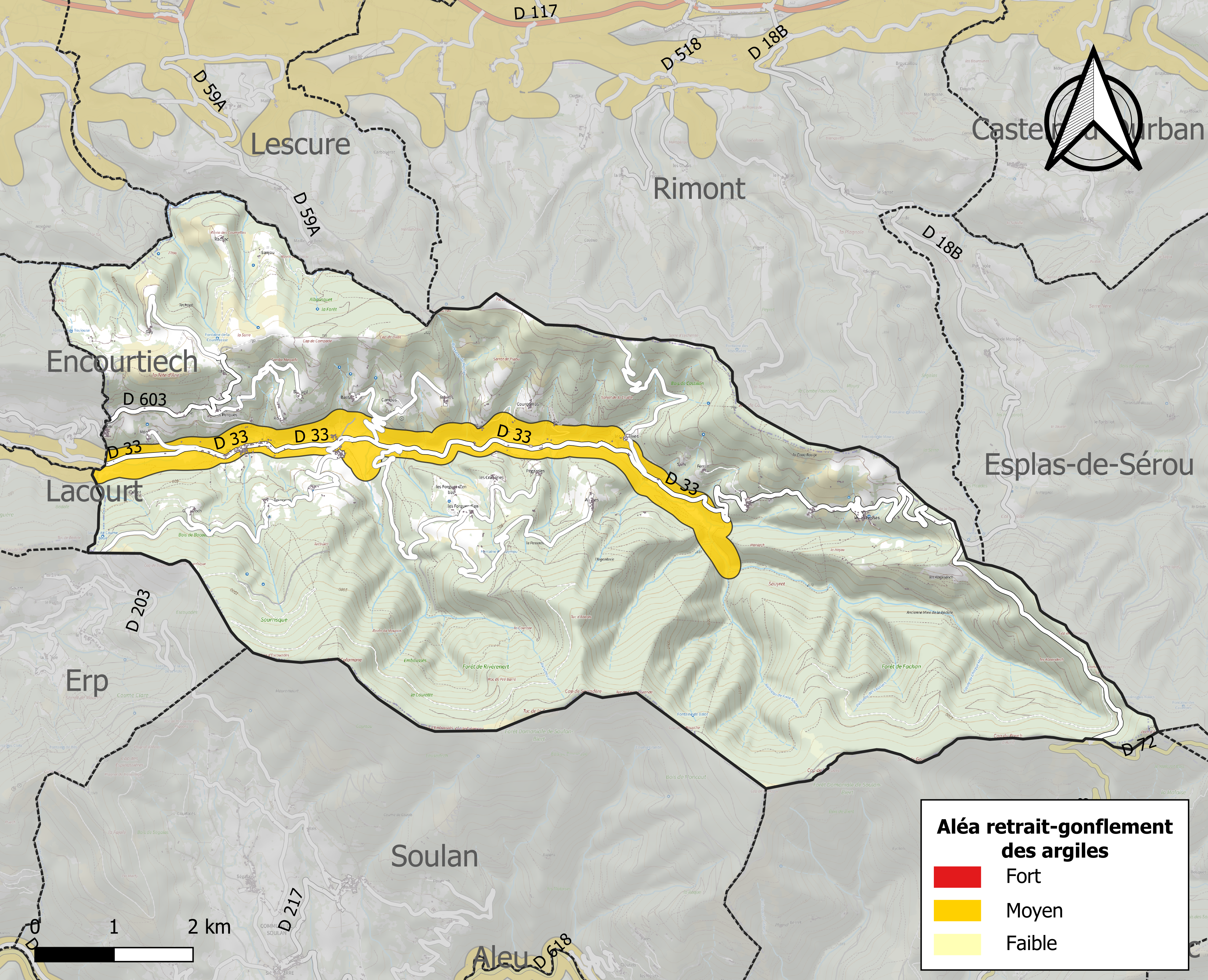
Zonage de l'aléa retrait-gonflement des argiles sur la commune de Rivèrenert.

Certaines parties du territoire communal sont susceptibles d’être affectées par le risque d’inondation par débordement, crue torrentielle d'un cours d'eau, ou ruissellement d'un versant.
Les mouvements de terrains susceptibles de se produire sur la commune sont soit des chutes de blocs, soit des glissements de terrains, soit des effondrements liés à des cavités souterraines, soit des mouvements liés au retrait-gonflement des argiles. Près de 50 % de la superficie du département est concernée par l'aléa retrait-gonflement des argiles, dont la commune de Rivèrenert. L'inventaire national des cavités souterraines permet par ailleurs de localiser celles situées sur la commune.

#### Risque particulier
Dans plusieurs parties du territoire national, le radon, accumulé dans certains logements ou autres locaux, peut constituer une source significative d’exposition de la population aux rayonnements ionisants. Toutes les communes du département sont concernées par le risque radon à un niveau plus ou moins élevé. Selon la classification de 2018, la commune de Rivèrenert est classée en zone 3, à savoir zone à potentiel radon significatif.

## Histoire
La commune comportait plusieurs mines de fer, de manganèse, de plomb argentifère.
Au début du XXe siècle, 113 000 tonnes de manganèse ont été extraites en neuf années à la mine de Las Cabesses.
Les marbrières des Cravives, du Pujau et du Touron ont donné des marbres rouges et verts.
La commune était particulièrement impliquée en 1944 dans le maquis dit du col de la Crouzette (voir cette page).
Suivant la D 33, la commune a été traversée sur sa longueur par le Tour de France 2008 lors de la 11e étape reliant Lannemezan à Foix, peu avant la principale difficulté constituée par le col de Portel (1 432 m), col culminant de la ligne de crête du massif de l'Arize.

## Politique et administration

### Découpage territorial
La commune de Rivèrenert est membre de la communauté de communes Couserans-Pyrénées, un établissement public de coopération intercommunale (EPCI) à fiscalité propre créé le 18 novembre 2016 dont le siège est à Saint-Lizier. Ce dernier est par ailleurs membre d'autres groupements intercommunaux.
Sur le plan administratif, elle est rattachée à l'arrondissement de Saint-Girons, au département de l'Ariège, en tant que circonscription administrative de l'État, et à la région Occitanie.
Sur le plan électoral, elle dépend du canton du Couserans Est pour l'élection des conseillers départementaux, depuis le redécoupage cantonal de 2014 entré en vigueur en 2015, et de la deuxième circonscription de l'Ariège  pour les élections législatives, depuis le redécoupage électoral de 1986.

### Administration municipale
Le nombre d'habitants au recensement de 2017 étant compris entre 100 et 499, le nombre de membres du conseil municipal pour l'élection de 2020 est de onze,.

### Liste des maires
| Période                                  | Période  | Identité        | Étiquette | Qualité  |
| ---------------------------------------- | -------- | --------------- | --------- | -------- |
| mars 2001                                | 2014     | Edmond Boineau  | PS        |          |
| mars 2014                                | En cours | Richard Meynard | SE        | Retraité |
| Les données manquantes sont à compléter. |          |                 |           |          |

## Population et société

### Démographie
L'évolution du nombre d'habitants est connue à travers les recensements de la population effectués dans la commune depuis 1793. Pour les communes de moins de 10 000 habitants, une enquête de recensement portant sur toute la population est réalisée tous les cinq ans, les populations de référence des années intermédiaires étant quant à elles estimées par interpolation ou extrapolation. Pour la commune, le premier recensement exhaustif entrant dans le cadre du nouveau dispositif a été réalisé en 2007.

En 2022, la commune comptait 192 habitants, en évolution de +8,47 % par rapport à 2016 (Ariège : +1,48 %, France hors Mayotte : +2,11 %).
| 1793  | 1800  | 1806  | 1821  | 1831  | 1836  | 1841  | 1846  | 1851  |
| ----- | ----- | ----- | ----- | ----- | ----- | ----- | ----- | ----- |
| 1 369 | 1 271 | 1 463 | 1 600 | 1 398 | 1 839 | 2 063 | 1 919 | 1 888 |

| 1856  | 1861  | 1866  | 1872  | 1876  | 1881  | 1886  | 1891  | 1896  |
| ----- | ----- | ----- | ----- | ----- | ----- | ----- | ----- | ----- |
| 1 466 | 1 520 | 1 531 | 1 546 | 1 425 | 1 505 | 1 505 | 1 536 | 1 601 |

| 1901  | 1906  | 1911  | 1921 | 1926 | 1931 | 1936 | 1946 | 1954 |
| ----- | ----- | ----- | ---- | ---- | ---- | ---- | ---- | ---- |
| 1 508 | 1 354 | 1 318 | 933  | 810  | 750  | 679  | 596  | 514  |

| 1962 | 1968 | 1975 | 1982 | 1990 | 1999 | 2006 | 2007 | 2012 |
| ---- | ---- | ---- | ---- | ---- | ---- | ---- | ---- | ---- |
| 342  | 298  | 218  | 174  | 156  | 135  | 174  | 179  | 189  |

| 2017 | 2022 | - | - | - | - | - | - | - |
| ---- | ---- | - | - | - | - | - | - | - |
| 170  | 192  | - | - | - | - | - | - | - |

| selon la population municipale des années : | 1968 | 1975 | 1982 | 1990 | 1999 | 2006 | 2009 | 2013 |
| Rang de la commune dans le département      | 184  | 181  | 187  | 206  | 208  | 238  | 240  | 226  |
| Nombre de communes du département           | 340  | 328  | 330  | 332  | 332  | 332  | 332  | 332  |

### Enseignement
Rivèrenert fait partie de l'académie de Toulouse.

### Activités sportives
Randonnée pédestre, chasse.

### Écologie et recyclage
La déchetterie la plus proche se trouve à Palétès sur la commune de Saint-Girons.

## Économie

### Revenus
En 2018, la commune compte 101 ménages fiscaux, regroupant 178 personnes. La médiane du revenu disponible par unité de consommation est de 16 430 € (19 820 € dans le département).

### Emploi
| Division       | 2008  | 2013   | 2018   |
| -------------- | ----- | ------ | ------ |
| Commune        | 1,8 % | 9,1 %  | 9,4 %  |
| Département    | 8,9 % | 11,1 % | 11,2 % |
| France entière | 8,3 % | 10 %   | 10 %   |

En 2018, la population âgée de 15 à 64 ans s'élève à 93 personnes, parmi lesquelles on compte 64,6 % d'actifs (55,2 % ayant un emploi et 9,4 % de chômeurs) et 35,4 % d'inactifs,. Depuis 2008, le taux de chômage communal (au sens du recensement) des 15-64 ans est inférieur à celui de la France et du département.
La commune fait partie de la couronne de l'aire d'attraction de Saint-Girons, du fait qu'au moins 15 % des actifs travaillent dans le pôle,. Elle compte 14 emplois en 2018, contre 27 en 2013 et 22 en 2008. Le nombre d'actifs ayant un emploi résidant dans la commune est de 51, soit un indicateur de concentration d'emploi de 26,6 % et un taux d'activité parmi les 15 ans ou plus de 41,9 %.
Sur ces 51 actifs de 15 ans ou plus ayant un emploi, 10 travaillent dans la commune, soit 19 % des habitants. Pour se rendre au travail, 94,3 % des habitants utilisent un véhicule personnel ou de fonction à quatre roues, 1,9 % les transports en commun, 1,9 % s'y rendent en deux-roues, à vélo ou à pied et 1,9 % n'ont pas besoin de transport (travail au domicile).

### Activités hors agriculture
12 établissements sont implantés  à Rivèrenert au 31 décembre 2019.
Le secteur de l'administration publique, l'enseignement, la santé humaine et l'action sociale est prépondérant sur la commune puisqu'il représente 25 % du nombre total d'établissements de la commune (3 sur les 12 entreprises implantées  à Rivèrenert), contre 14,4 % au niveau départemental.
- Une grande partie de l'eau d'adduction pour Saint-Girons est captée sur la commune par le syndicat des eaux du Couserans[54].
- La forêt de Fachan fait partie d'un ensemble forestier plus vaste classé en forêt de protection depuis 1927.
- Fromage de brebis : tomme, pérail, bleu, yaourts, au hameau de Rougé.

### Agriculture
La commune fait partie de la petite région agricole dénommée « Région sous-pyrénéenne ». En 2010, l'orientation technico-économique de l'agriculture  sur la commune est l'élevage d'herbivores hors bovins, caprins et porcins.
|                                   | 1988 | 2000 | 2010 |
| --------------------------------- | ---- | ---- | ---- |
| Exploitations                     | 25   | 20   | 17   |
| Superficie agricole utilisée (ha) | 482  | 384  | 362  |

Le nombre d'exploitations agricoles en activité et ayant leur siège dans la commune est passé de 25 lors du recensement agricole de 1988 à 20 en 2000 puis à 17 en 2010, soit une baisse de 32 % en 22 ans. Le même mouvement est observé à l'échelle du département qui a perdu pendant cette période 48 % de ses exploitations. La surface agricole utilisée sur la commune a également diminué, passant de 482 ha en 1988 à 362 ha en 2010. Parallèlement la surface agricole utilisée moyenne par exploitation a augmenté, passant de 19 à 21 ha.
La ferme des Abères élève des bufflonnes pour produire de la mozzarella et des yaourts.

## Culture locale et patrimoine

### Lieux et bâtiments
- Église Notre-Dame de l'Assomption, au hameau du Lauch.
- Chapelle de l'Assomption de Lauch.
- Salle polyvalente.

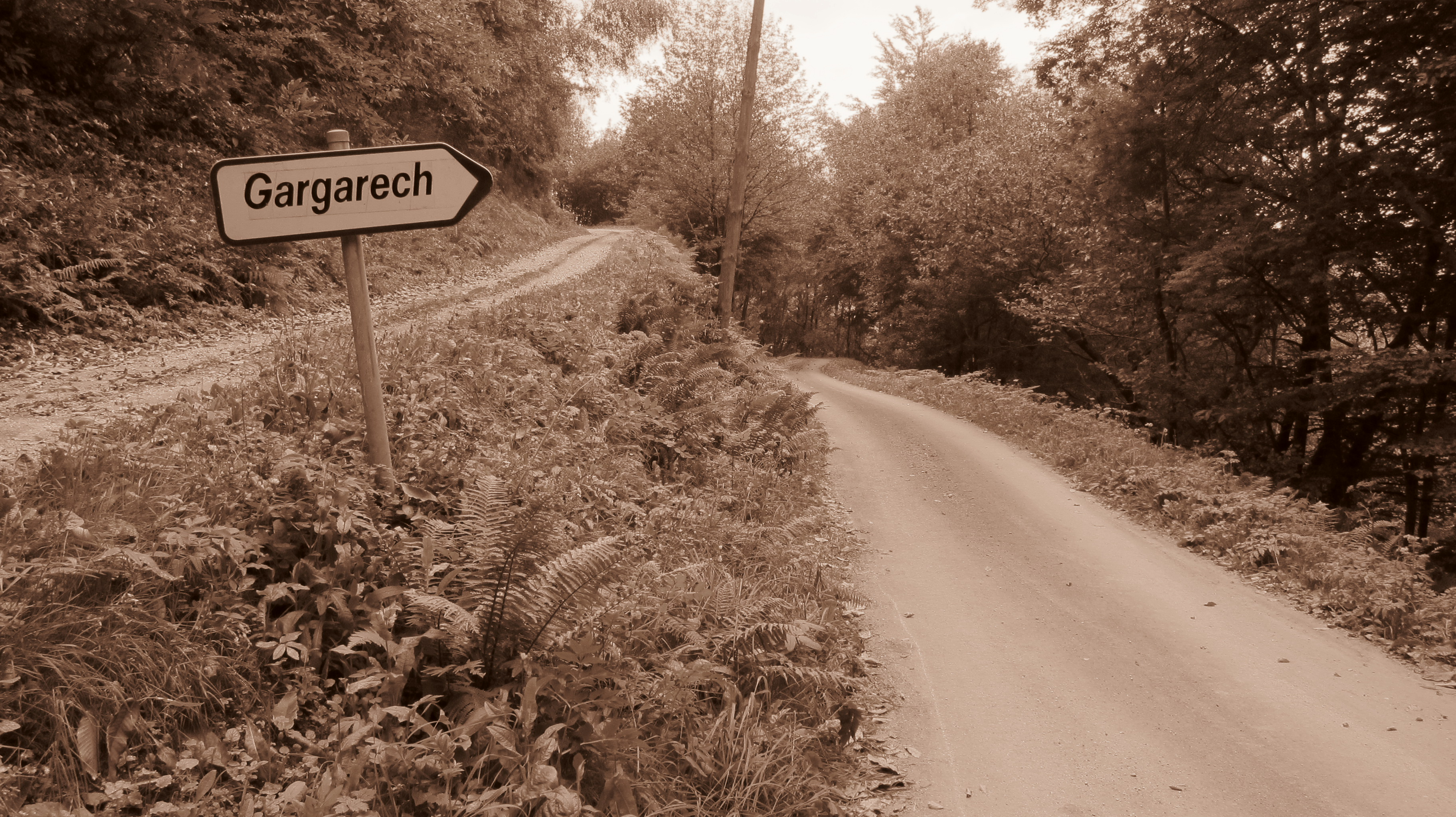
Panneau indiquant la direction du hameau de Gargarech.
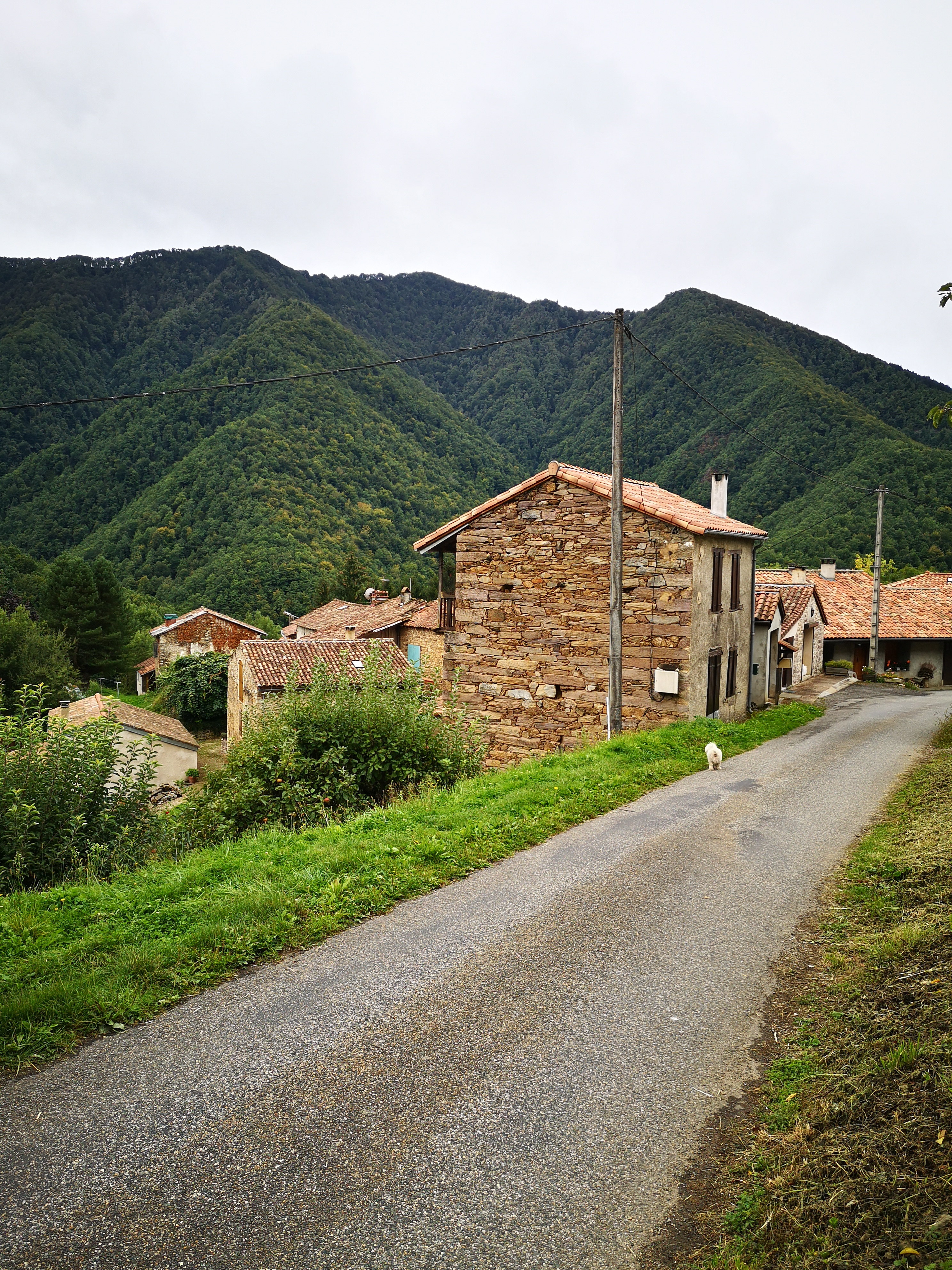
Hameau du Lauch (742 m) dominé par le Cap de Sarradère.

## Pour approfondir